# Popůvky
Popůvky är en ort i Tjeckien.   Den ligger i regionen Södra Mähren, i den sydöstra delen av landet, 180 km sydost om huvudstaden Prag. Popůvky ligger 286 meter över havet och antalet invånare är 641.
Terrängen runt Popůvky är platt åt sydväst, men åt nordost är den kuperad. Terrängen runt Popůvky sluttar österut. Runt Popůvky är det tätbefolkat, med 459 invånare per kvadratkilometer. Närmaste större samhälle är Brno, 9,0 km öster om Popůvky. Trakten runt Popůvky består till största delen av jordbruksmark.